# Hamfelde (Lauenburg)

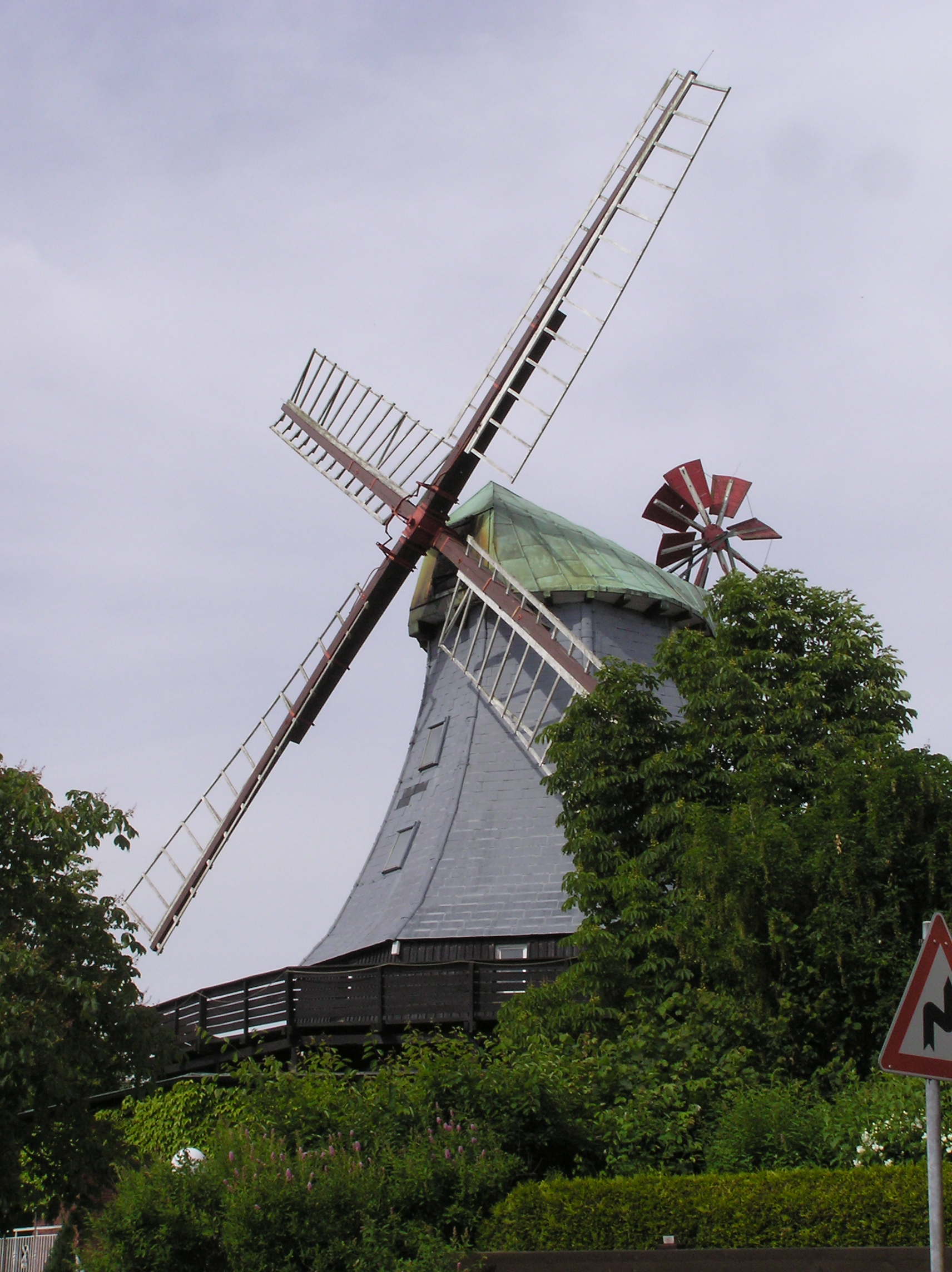
Pirschmühle in Hamfelde

Hamfelde ist eine Gemeinde im Kreis Herzogtum Lauenburg in Schleswig-Holstein. Hamfelde hat keine weiteren Ortsteile.

## Geografie und Verkehr
Der Ort liegt an der Bille gegenüber von Hamfelde im Kreis Stormarn, etwa 14 km nordwestlich von Schwarzenbek. Von 1887 bis 1976 war Hamfelde Bahnstation der Bahnstrecke Schwarzenbek–Bad Oldesloe.

## Geschichte
Das Dorf wurde im Jahr 1230 im Ratzeburger Zehntregister zum ersten Mal urkundlich erwähnt. Von 1612 bis 1801 befand sich eine Wassermühle in der Mitte der Gemeinde. Seit 1962 gehört die Gemeinde zum Amt Schwarzenbek-Land.

## Politik

### Gemeindevertretung
Bei der Kommunalwahl am 14. Mai 2023 wurden insgesamt neun Sitze vergeben. Von diesen erhielt die Allgemeine Wählervereinigung Hamfelde fünf Sitze und die Wahlgemeinschaft Hamfelde vier Sitze.

### Wappen
Blasonierung: „In Grün ein gesenkter schräglinker silberner Wellenbalken, oben eine goldene Mühle in Frontalansicht, unten ein goldenes Posthorn mit silbernen Kordeln.“

## Sehenswürdigkeiten
- In Hamfelde befindet sich die so genannte Pirschmühle, ein Galerieholländer aus dem Jahre 1875, der bis 1954 in Betrieb war. In den folgenden Jahren verfiel die Mühle, bis sie 1976 als Restaurant saniert wurde.
- Seit 1994 Kulturdenkmal: Die ehemalige Hamfelder Dampfkornbrennerei mit 25 m Schlot ist heute ein imposantes Apartmenthaus. Die alten Spezialitäten der seit 1802 existierenden Traditionsfabrikation werden bis heute in Hamfelde hergestellt und angeboten.

## Freizeit
Seit 1982 existiert der Fußballclub Hamfelde/Dahmker. Zudem gibt es einen Angelclub, der seinem Sport im örtlichen Mühlenteich nachgeht sowie einen Sparclub.